# Kenneth Anderson (oficial do Exército Britânico)
General Kenneth Arthur Noel Anderson, KCB, MC (25 de dezembro de 1891 - 29 de abril de 1959) foi um oficial sênior do exército britânico que serviu em ambas as guerras mundiais. Ele é lembrado principalmente como o comandante do Primeiro Exército Britânico durante a Operação Tocha, a invasão aliada do norte da África e a subsequente campanha da Tunísia que terminou com a captura de quase 250.000 soldados do Eixo. Um personagem aparentemente reservado, ele não cortejava popularidade nem com seus superiores nem com o público. Seu superior americano, general Dwight D. Eisenhower, escreveu que ele era "brusco, às vezes ao ponto de grosseria". Em consequência, ele é menos conhecido do que muitos de seus contemporâneos. De acordo com Richard Mead, no entanto, "ele lidou com uma campanha difícil com mais competência do que seus críticos sugerem, mas competência sem talento não era boa o suficiente para um alto comandante em 1944."

## Biografia
Kenneth Arthur Noel Anderson nasceu em 25 de dezembro de 1891 em Madras, Índia britânica, filho de Arthur Robert Anderson, um engenheiro ferroviário escocês, e Charlotte Gertrude Isabella Duffy Fraser. Ele foi enviado para a Inglaterra, onde foi educado na Charterhouse School e no Royal Military College, Sandhurst, antes de ser comissionado como segundo tenente no Seaforth Highlanders, um regimento de infantaria de linha do exército britânico, em 19 de setembro de 1911. Ele foi enviado para se juntar ao 1º Batalhão na Índia Britânica e foi promovido a tenente em 29 de novembro de 1913.